# الکساندر سیچیف

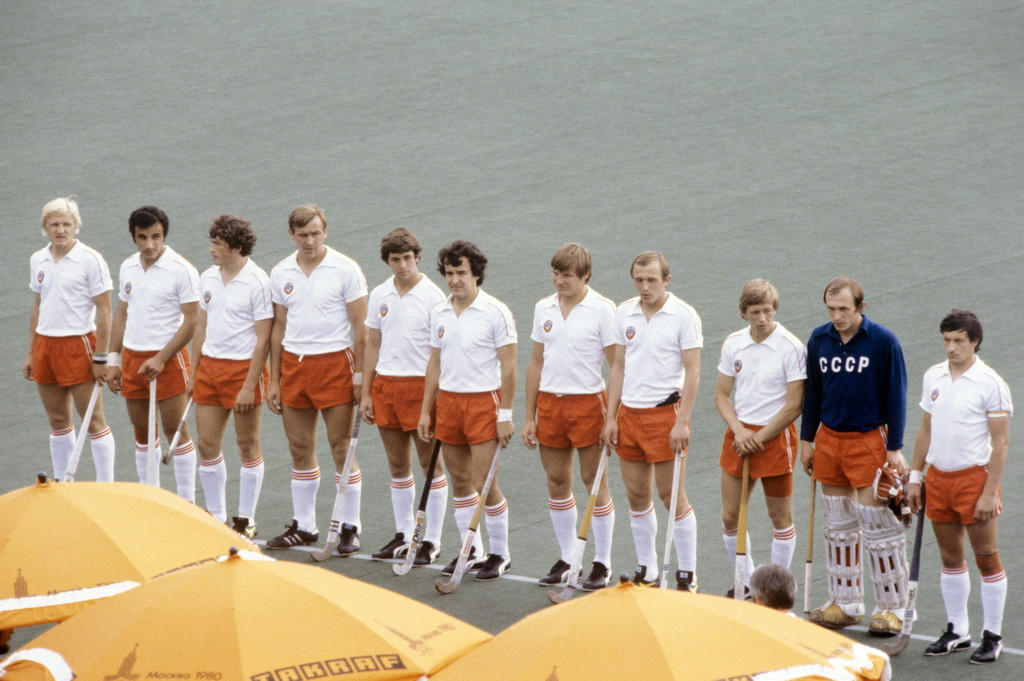
نمایی از تیم هاکی روی چمن شوروی در المپیک ۱۹۸۰

الکساندر سیچیف (روسی: Алекса́ндр Сычёв؛ زادهٔ ۳۰ اکتبر ۱۹۵۹) بازیکن هاکی روی چمن اهل روسیه است.
او در رشته هاکی روی چمن در المپیک 1980 حضور داشت